# Binjamin Wilkomirski
Binjamin Wilkomirski, właściwie Bruno Dössekker (ur. 12 lutego 1941 w Biel/Bienne jako Bruno Grosjean) – szwajcarski klarnecista i pisarz, autor wspomnień o holokauście podczas II wojny światowej, które uzyskały wiele nagród literackich, a później okazały się sfabrykowane    .

## Wspomnienia o holokauście
Bruno Dössekker stał się znany opinii publicznej, kiedy w 1995 w Niemczech pod nazwiskiem Binjamin Wilkomirski opublikował wspomnienia o swoich losach podczas holokaustu w okupowanej przez Niemców Polsce. Książkę opublikowało wydawnictwo Suhrkamp Verlag we Frankfurcie nad Menem pod niemieckim tytułem Bruchstücke. Aus einer Kindheit 1939-1948 . Tytuł został przetłumaczony na 9 języków, w tym angielski. Książka wydana została rok później w USA oraz Wielkiej Brytanii pod angielskim tytułem Fragments: Memories of a Wartime Childhood (pol. Fragmenty. Wspomnienia o wojennym dzieciństwie) w tłumaczeniu Carol Brown Janeway    .
Autor opisuje w niej swoje wojenne i powojenne losy z lat 1941–1948. Według książki był dzieckiem mieszkającym wraz z rodzicami w Rydze na Łotwie, kiedy w 1942 zaczęły się łapanki Żydów. Jego ojciec zginął na jego oczach, a on wraz z matką i bratem wywieziony został do niemieckiego obozu koncentracyjnego na Majdanku. Tam został odseparowany od swojej rodziny, otoczony przez obcych ludzi, aby zaraz potem w wieku trzech lub czterech lat trafić do niemieckiego obozu koncentracyjnego w Auschwitz, gdzie doktor Josef Mengele przeprowadzał na nim eksperymenty medyczne. Książka opisuje horror holokaustu widziany oczami dziecka, a po zakończeniu II wojny światowej jego wspomnienia z sierocińca w Krakowie. Fragmentaryczne wspomnienia z okresu wojny uzupełniają cierpienia młodego chłopca po jej zakończeniu. W książce autor zamieszcza m.in. opis napadu „polskich szowinistów” na sierociniec, do którego doszło po wojnie. W dzieciństwie Binjamin starał się opowiedzieć otoczeniu o holokauście, ale był ignorowany i nakłaniany do milczenia na ten temat. Dorastając, spotykał się on w dalszym ciągu z przejawami antysemityzmu  .
Po angielskim wydaniu książka zdobyła rozgłos za oceanem i została entuzjastycznie przyjęta, zdobywając uznanie międzynarodowej krytyki oraz laury przyznawane przez organizacje żydowskie. Za arcydzieło uznał ją Daniel Goldhagen. Promowały ją żydowskie autorytety oraz organizacje, w tym nowojorski Holocaust Memorial Museum. Utytułowano ją kilkoma znaczącymi nagrodami, takimi jak: National Jewish Book Award (pol. Narodowa Nagroda Żydowskiej Książki w USA), Prix Mémoire de la Shoah we Francji, Jewish Quarterly Literary Prize, czyli Żydowska Nagroda Literacka w Wielkiej Brytanii  .
Autor jako ekspert brał udział w debatach i seminariach o holokauście. Zapraszały go amerykańskie uniwersytety. Wywiady z nim ukazały się w zachodniej prasie (New York Times) oraz w telewizji (BBC). Brał udział w talk show Oprah Winfrey, gdzie wystąpił u boku innej autorki książek o holokauście Laury Grabowski (w rzeczywistości Laurel Rose Willson), która w trakcie programu, widząc Wilkomirskiego, „przypomniała sobie”, że w czasie wojny widziała go w obozie w Auschwitz. Autor wystąpił także w kilku filmach dokumentalnych  .
Dzieło Binjamina Wilkomirskiego uznawane za autentyczne relacje z holokaustu czytane było publicznie przez austriacką pisarkę (późniejszą noblistkę z 2004) Elfriede Jelinek. Jej wykonanie wpleciono we fragmenty poezji Eliego Wiesela oraz Paula Celana podczas uznawanego za największy w Europie Festiwalu w Salzburgu, który poświęcony jest muzyce oraz teatrowi.

## Demaskacja
W sierpniu 1998 roku szwajcarski dziennikarz Daniel Ganzfried przeprowadził z Wilkomirskim wywiad. Ganzfried był młodym szwajcarskim Żydem, który osobiście interesował się tematyką holokaustu, ponieważ jego ojciec był więźniem Auschwitz. Dzięki jego relacjom oraz własnej erudycji miał dużą wiedzę na ten temat. Podczas rozmowy zaczął mieć duże wątpliwości co do wiarygodności autora. Na przełomie sierpnia i września 1998 napisał kilka artykułów w szwajcarskim tygodniku „Die Weltwoche”, w których stwierdził, że Wilkomirski „widział obozy koncentracyjne tylko jako turysta”. Oskarżył go o kłamstwo oraz całkowite sfabrykowanie własnego życiorysu   .
Ganzfried przeprowadził również własne badania, całkowicie weryfikując wersję życiorysu podawaną przez Wilkomirskiego. W 1998 opublikował na ten temat książkę pt. Alias Wilkomirski. Die Holocaust-Travestie (pol. Alias Wilkomirski. Parodia holokaustu) .

### Rzeczywisty życiorys
W rzeczywistości Wilkomirski urodził się 12 lutego 1941 w miejscowości Biel w Szwajcarii, a nie – jak twierdził – na Łotwie. W dodatku wcale nie był Żydem, ale Szwajcarem i to w rodzinnym kraju spędził całą wojnę. W jego akcie urodzenia, do którego dotarł Ganzfried, wpisane było nazwisko Bruno Grosjean. Z dokumentu wynikało, że był nieślubnym dzieckiem Yvone Grosjean, która oddała go do sierocińca. W 1957 chłopca przygarnęła rodzina adopcyjna z Zurychu i Grosjean przyjął ich nazwisko Dössekker. Dziennikarz oprócz przybranej rodziny odnalazł także rodzinę biologiczną, w tym wuja chłopca Maxa Grosjeana, z którym się skontaktował i uzyskał szereg nowych informacji. Wynikało z nich jednoznacznie, że cała historia opisana we Fragments była wytworem wyobraźni autora, a nie rzeczywistością   .
W rzeczywistości Binjamin Wilkomirski nazywał się więc Bruno Grosjean, a po adopcji Bruno Dössekker. W swoim dorosłym życiu był wytwórcą klarnetów oraz profesjonalnym muzykiem, który na nich grał.
Autorzy opisujący „sprawę Wilkomirskiego” jako jego inspirację do napisania wspomnień wskazują inne sfałszowane wspomnienia z holokaustu – powieść Malowany ptak napisaną w 1965 przez Jerzego Kosińskiego.

### Reperkusje
W październiku 1999 niemiecki wydawca Fragments wycofał książkę z księgarń, przyznając publicznie, że Wilkomirski wcale nie był żydowską sierotą i ofiarą holokaustu, ale dzieckiem urodzonym w Szwajcarii, nazywającym się w rzeczywistości Bruno Dössekker. Miesiąc później to samo zrobił także amerykański wydawca Schocken.
Mimo demaskacji opartej na faktach Wilkomirski nadal jednak utrzymywał, że jest osobą, za którą się podaje. Zaprzeczał, jakoby nazywał się Grosjean i twierdził, że nie jest spokrewniony z tą rodziną. Daniel Ganzfried zaproponował mu więc testy DNA w oparciu o próbki pobrane od jego biologicznego wuja Maxa Grosjeana. Wilkomirski początkowo nie chciał im się poddać, ale w końcu zgodził się na testy, które wykazały pokrewieństwo  .
Oszustwo Wilkomirskiego nie spotkało się jednak z powszechnym potępieniem. W jego obronę zaangażowały się osoby, które wcześniej go promowały i nawet po udowodnieniu fałszerstwa wiele autorytetów zajmujących się holokaustem nadal brało autora w obronę oraz próbowało tłumaczyć jego motywy. Israel Gutman, dyrektor jerozolimskiego instytutu Yad Vashem oraz wykładowca historii holokaustu na Hebrew University, który sam był więźniem Auschwitz, stwierdził, że autor wcale nie jest fałszerzem, ponieważ ból, który odczuwał z powodu holokaustu, jest autentyczny. W oryginale: Wilkomirski napisał opowieść, którą sam głęboko przeżył; co do tego nie ma wątpliwości (…). On nie jest fałszerzem. Jest kimś, kto żyje tą historią głęboko w swej duszy. Jego ból jest autentyczny.
Wydawca Arthur Samuelson stwierdził natomiast, że: Fragments to bardzo dobra książka. [...] Oszustwem jest tylko wtedy, jeśli zaliczyć ją do gatunku literatury faktu. Ale wówczas wydałbym ją ponownie jako fikcję literacką. Bo jeśli nawet to nieprawda – wówczas Wilkomirski staje się jeszcze lepszym pisarzem.
Część żydowskich historyków uznaje jednak Wilkomirskiego za oszusta. Raul Hilberg zdumiony postawił nawet pytanie : Jak tego rodzaju książka mogła zostać uznana przez wiele wydawnictw za pamiętnik? Jak mogło dojść do tego, że Wilkomirski był zapraszany przez Muzeum Holokaustu i na prestiżowe uniwersytety? Dlaczego nie mamy jakiejś porządnej kontroli jakości w przypadku oceny wydawniczej materiałów dotyczących holokaustu?.
Obecnie wspomnienia „Wilkomirskiego” powszechnie uznawane są za wymysł autora i porównywane do innych fałszywych wspomnień z holokaustu – powieści Malowany ptak napisanej przez Jerzego Kosińskiego. Aktualnie powieść Bruna Dössekkera vel „Wilkomirskiego” jest sprzedawana na rynku z dodanym wstępem opisującym uwarunkowania historyczne oraz podającym prawdziwy życiorys autora, aby każdy mógł zweryfikować prawdziwość podawanych przez niego informacji .